# Malalai Kakar

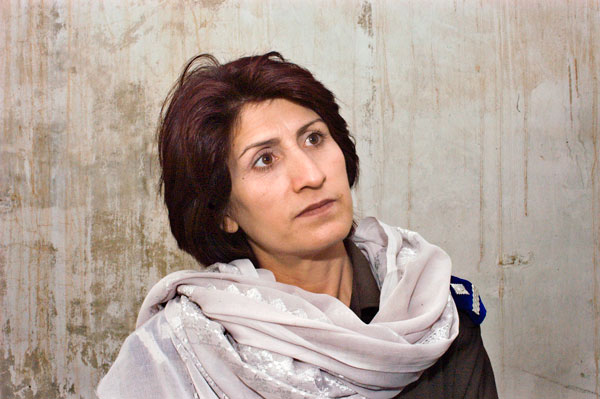
Malalai Kakar (2004)

Malalai Kakar, född cirka 1967, död 28 september 2008, var en pashtunsk polis bosatt och verksam i Kandahar. 
Hennes far Gul Mohammed Kakar och fem äldre bröder var poliser i Kandahar, och fadern uppmuntrade henne vid 15 års ålder att 1982 söka in till den afghanska polisakademien. Därmed blev hon i medlet av 1980-talet den första kvinnliga polisen i Afghanistan. Då Taliban kom till makten omkring 1996 blev hon tvungen att fly till Pakistan. Där mötte hon sin man, som var FN-anställd, och enligt Malalï, en "modern man". De fick sex barn.
Då talibanregimen störtades flyttade hon tillbaka till Kandahar och började återigen arbeta som polis. Hon avancerade till officer och blev chef över avdelningen mot familjevåld. Hon arbetade också med att rekrytera fler kvinnor till styrkan, och ledde vid sin död flera av dessa.
28 september 2008, då hon steg ut genom sin dörr blev hon skjuten. En av hennes söner skadades också.